# Quá trình alpha
Quá trình alpha, còn được gọi là thang alpha, là một trong hai loại phản ứng tổng hợp hạt nhân, qua đó các ngôi sao chuyển đổi heli thành các nguyên tố nặng hơn, còn lại là quá trình ba-alpha. Quá trình ba-alpha chỉ tiêu thụ heli và tạo ra carbon. Sau khi tích lũy đủ carbon, các phản ứng dưới đây diễn ra, tất cả chỉ tiêu thụ heli và sản phẩm của phản ứng trước đó.
{\displaystyle {\begin{array}{ll}{\ce {_6^{12}C + _2^4He -> _{8}^{16}O + \gamma}}&E=7.16\ \mathrm {MeV} \\{\ce {_8^{16}O + _2^4He -> _{10}^{20}Ne + \gamma}}&E=4.73\ \mathrm {MeV} \\{\ce {_{10}^{20}Ne + _2^4He -> _{12}^{24}Mg + \gamma}}&E=9.32\ \mathrm {MeV} \\{\ce {_{12}^{24}Mg + _2^4He -> _{14}^{28}Si + \gamma}}&E=9.98\ \mathrm {MeV} \\{\ce {_{14}^{28}Si + _2^4He -> _{16}^{32}S + \gamma}}&E=6.95\ \mathrm {MeV} \\{\ce {_{16}^{32}S + _2^4He -> _{18}^{36}Ar + \gamma}}&E=6.64\ \mathrm {MeV} \\{\ce {_{18}^{36}Ar + _2^4He -> _{20}^{40}Ca + \gamma}}&E=7.04\ \mathrm {MeV} \\{\ce {_{20}^{40}Ca + _2^4He -> _{22}^{44}Ti + \gamma}}&E=5.13\ \mathrm {MeV} \\{\ce {_{22}^{44}Ti + _2^4He -> _{24}^{48}Cr + \gamma}}&E=7.70\ \mathrm {MeV} \\{\ce {_{24}^{48}Cr + _2^4He -> _{26}^{52}Fe + \gamma}}&E=7.94\ \mathrm {MeV} \\{\ce {_{26}^{52}Fe + _2^4He -> _{28}^{56}Ni + \gamma}}&E=8.00\ \mathrm {MeV} \end{array}}}
E là năng lượng được tạo ra bởi phản ứng, được giải phóng chủ yếu dưới dạng tia gamma (γ).
Đó là một quan niệm sai lầm phổ biến rằng trình tự trên kết thúc tại {\displaystyle \mathrm {_{28}^{56}Ni} } (hoặc {\displaystyle \mathrm {_{26}^{56}Fe} }, mà là một sản phẩm phân rã của {\displaystyle \mathrm {_{28}^{56}Ni} }) bởi vì nó là hạt nhân ổn định nhất - tức là, nó có năng lượng liên kết hạt nhân cao nhất trên mỗi nucleon, và sản xuất các hạt nhân nặng hơn đòi hỏi năng lượng (là nội nhiệt) thay vì giải phóng nó (tỏa nhiệt). {\displaystyle \mathrm {_{28}^{62}Ni} } (Nickel-62) thực sự là hạt nhân ổn định nhất. Tuy nhiên, chuỗi kết thúc tại {\displaystyle \mathrm {_{28}^{56}Ni} } bởi vì các điều kiện trong phần bên trong sao gây ra sự cạnh tranh giữa quá trình quang hóa và quá trình alpha để tạo thuận lợi cho quá trình quang hóa xung quanh sắt, dẫn đến việc tạo ra nhiều hơn {\displaystyle \mathrm {_{28}^{56}Ni} } thay vì {\displaystyle \mathrm {_{28}^{62}Ni} }.
Tất cả các phản ứng này có tỷ lệ rất thấp ở nhiệt độ và mật độ trong các ngôi sao và do đó không đóng góp đáng kể vào việc sản xuất năng lượng của một ngôi sao; với các yếu tố nặng hơn neon (số nguyên tử > 10), chúng xảy ra thậm chí ít dễ dàng hơn do hàng rào Coulomb ngày càng tăng.
Các phần tử quá trình alpha (hoặc các phần tử alpha) được gọi như vậy là vì các đồng vị phong phú nhất của chúng là bội số nguyên của bốn, khối lượng của hạt nhân helium (hạt alpha); các đồng vị này được gọi là các hạt nhân alpha. Các nguyên tố alpha ổn định là: C, O, Ne, Mg, Si và S; Ar và Ca ổn định quan sát. Chúng được tổng hợp bằng cách bắt alpha trước quá trình nung chảy silicon, tiền thân của siêu tân tinh loại II. Silicon và calci hoàn toàn là các yếu tố quá trình alpha. Magnesi có thể được đốt cháy bằng các phản ứng bắt proton. Đối với oxy, một số tác giả  coi đó là một yếu tố alpha, trong khi những người khác thì không. Oxy chắc chắn là một nguyên tố alpha trong các ngôi sao II có tính kim loại thấp. Nó được sản xuất trong siêu tân tinh loại II và sự tăng cường của nó tương quan tốt với sự tăng cường của các yếu tố quá trình alpha khác. Đôi khi carbon và nitơ được coi là các yếu tố quá trình alpha, vì chúng được tổng hợp trong các phản ứng bắt hạt nhân alpha.
Sự phong phú của các yếu tố alpha trong các ngôi sao thường được thể hiện theo cách logarit:
{\displaystyle [\alpha /{\ce {Fe}}]=\log _{10}{\left({\frac {N_{\alpha }}{N_{{\ce {Fe}}}}}\right)_{Star}}-\log _{10}{\left({\frac {N_{\alpha }}{N_{{\ce {Fe}}}}}\right)_{Sun}}},